# Стоктон, Джон Поттер
Джон Поттер Стоктон (2 августа 1826 — 22 декабря 1900 гг.) — американский политик, дипломат и юрист из штата Нью-Джерси, член Сената Соединённых Штатов от Демократической партии.
Родился в Принстоне, штат Нью-Джерси. Был сыном Роберта Ф. Стоктона, внуком Ричарда Стоктона (1764—1828) и правнуком Ричарда Стоктона (1730—1781), важных политиков Нью-Джерси: его прадед был одним из подписавших Декларацию независимости и представлял Нью-Джерси на Континентальном конгрессе, дед первым представлял Нью-Джерси в Сенате и Палате представителей США, отец также был сенатором от Нью-Джерси. 
Образование получил в частных школах, в 1843 году окончил Принстонский университет, где изучал право. В 1846 получил адвокатуру и начал работать юристом в Принстоне и Трентоне в штате Нью-Джерси.
Первоначально вошёл в политику как посол США в Папской области (1858—1861). После возвращения в Нью-Джерси к юридической практике на четыре года он был назначен в Сенат. Его первый срок пребывания длился чуть больше года к тому моменту, как он проголосовал против предложения Четырнадцатой поправки к Конституции, которая не смогла пройти Сенат большинством в один голос.
В ответ на это Сенат принял предложение с большинством в один голос о его отставке, хотя в Конституции указано, что для отставки сенатора требуется две трети голосов. Ответом на это стало оспаривание результатов выборов в Сенат годичной давности и объявление его места вакантным, что формально не приравнивалось к отставке.
Возмущение, вызванное этим, привело к отмене Нью-Джерси его ратификации указанной поправки в знак протеста против его произвольного смещения. Он вернулся в Сенат, на этот раз на полный шестилетний срок, в 1869 году. Стоктон служил в качестве генерального прокурора Нью-Джерси с 1877 по 1897 года.
Умер в Нью-Йорке в возрасте 73 лет, был похоронен на Принстонском кладбище в Принстоне, Нью-Джерси. 